# Vogelherdskopf
Koordinaten: 50° 20′ 37″ N, 10° 38′ 46″ O
Das Naturschutzgebiet Vogelherdskopf liegt im Landkreis Hildburghausen in Thüringen. Das Gebiet mit der Kennung 134 erstreckt sich nördlich von Haubinda, einem Ortsteil der Gemeinde Westhausen. Südwestlich des Gebietes verläuft die Landesstraße L 2671 und fließt die Haubinda. Unweit südlich hat die Hermann-Lietz-Schule Haubinda ihr Domizil.

## Bedeutung
Das 66,8 ha große Gebiet mit der NSG-Nr. 134 wurde im Jahr 1967 unter Naturschutz gestellt.